# شهرستان لارنس (داکوتای جنوبی)
شهرستان لارنس، داکوتای جنوبی (به انگلیسی: Lawrence County, South Dakota) یک سکونتگاه مسکونی در ایالات متحده آمریکا است که در داکوتای جنوبی واقع شده‌است.

## خصوصیات
شهرستان لارنس ۲٬۰۷۳ کیلومترمربع مساحت دارد.